# Atractodes bicolor
Atractodes bicolor là một loài tò vò trong họ Ichneumonidae.